# Домново
Домново (рос. Домново) — селище Правдинського району, Калінінградської області Росії. Входить до складу Домновського сільського поселення.
Населення —  820 осіб (2015 рік). 

## Населення
| 1875 | 1910  | 1939  | 1947 | 2002 | 2010 |
| ---- | ----- | ----- | ---- | ---- | ---- |
| 2113 | ↘2073 | ↗2988 | ↘571 | ↗801 | ↗820 |